# اريك زوبر
اريك زوبر (بالإنجليزية: Eric Zuber)‏ هو عازف بيانو أمريكي، ولد في 9 يونيو 1985.

## وصلات خارجية
- اريك زوبر على موقع ميوزك برينز (الإنجليزية)